# Singa alpigenoides
Singa alpigenoides är en spindelart som beskrevs av Song och Zhu 1992. Singa alpigenoides ingår i släktet Singa och familjen hjulspindlar. Inga underarter finns listade i Catalogue of Life.